# Min hjälp kommer från Herren
Min hjälp kommer från Herren är en psalm med text och musik skriven 1967 av Göte Strandsjö. Texten bygger på Psaltaren 121:2.
I Den svenska psalmboken 1986 finns en snarlik sång, med liknande text och melodi av Roland Forsberg.
Texten är skyddad av upphovsrätt till och med 2071.

## Publicerad i
- Herren Lever 1977 som nummer 907 under rubriken "Att leva av tro - Tro - trygghet".[2]
- Den svenska psalmboken 1986 som nummer 669 under rubriken "Psaltarpsalmer och cantica".
- Psalmer och Sånger 1987 som nummer 631 (Strandsjö) under rubriken "Att leva av tro - Förtröstan - trygghet".[3]
- Segertoner 1988 som nummer 552 under rubriken "Att leva av tro - Förtröstan - trygghet".[1]
- Frälsningsarméns sångbok 1990 som nummer 577 under rubriken "Erfarenhet och vittnesbörd".